# ريتا غام
ريتا غام (بالإنجليزية: Rita Gam)‏‏ (2 أبريل 1927 في بيتسبرغ - 22 مارس 2016)، هي ممثلة أمريكية بدأت مسيرتها الفنية عام 1950، كذلك كانت تعمل كمخرجة أفلام وثائقية. كانت إحدى المرشحات لجائزة غولدن غلوب، وفازت بجائزة الدب الفضي لأفضل ممثلة بمهرجان برلين السينمائي الدولي سنة 1962.

## وصلات خارجية
- ريتا غام على موقع IMDb (الإنجليزية)
- ريتا غام على موقع ألو سيني (الفرنسية)
- ريتا غام على موقع أول موفي (الإنجليزية)
- ريتا غام على موقع قاعدة بيانات برودواي على الإنترنت (الإنجليزية)
- ريتا غام على موقع قاعدة بيانات الأفلام السويدية (السويدية)
- ريتا غام على موقع إن إن دي بي (الإنجليزية)
- ريتا غام على موقع ديسكوغز (الإنجليزية)
- ريتا غام على موقع قاعدة بيانات الفيلم (الإنجليزية)
- ريتا غام على موقع كينوبويسك (الروسية)